# Euryglossa edwardsii
Euryglossa edwardsii är en biart som beskrevs av Cockerell 1907. Euryglossa edwardsii ingår i släktet Euryglossa och familjen korttungebin. Inga underarter finns listade i Catalogue of Life.

## Bildgalleri

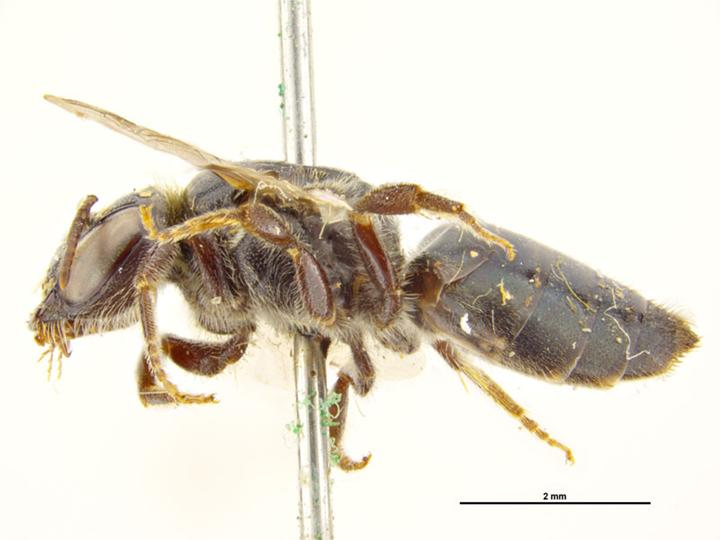
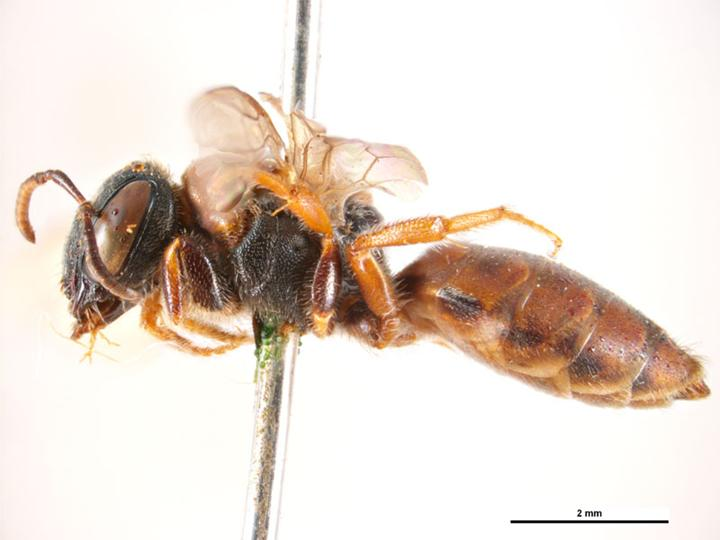